# Herbert Pinedo

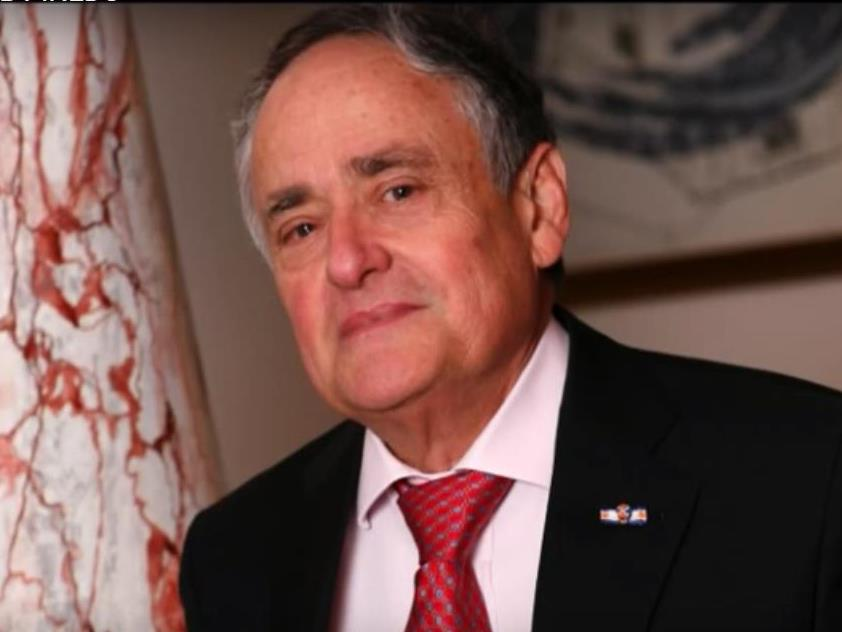
Bob Pinedo

Herbert Michael „Bob“ Pinedo (* 25. August 1943 in Willemstad) ist ein niederländischer Onkologe. Er war seit 1979 Professor am Medizinischen Zentrum der Freien Universität Amsterdam und war dort 2003 bis 2005 Direktor des Krebszentrums.
Er befasste sich mit Chemotherapie gegen Krebs und Medikamentenresistenz bei Krebs, Angiogenese und Immunologie von Krebs. Pinedo war Gründer und Direktor der New Drug Development Organization-Oncology (NDDO-Oncology) in Amsterdam (die klinische Tests von Krebs-Medikamenten koordiniert). Er ist Autor und Ko-Autor von über 600 wissenschaftlichen Aufsätzen.
1997 erhielt er den Spinoza-Preis und 1995 den Dr. Josef Steiner Krebsforschungspreis. Er ist Ritter vom Orden des Niederländischen Löwen (1995) und Kommandeur des Oranje-Ordens (2008). Pinedo ist Mitglied der Niederländischen Akademie der Wissenschaften (deren Medizin-Abteilung er 2003 bis 2005 vorstand) und der Academia Europaea sowie der Royal Society of Medicine.
Er war Mitgründer der Annals of Oncology und von The Oncologist und ist Mit-Herausgeber von Clinical Cancer Research. Er war erster Präsident der Federation of European Cancer Societies und war Präsident der European Society of Medical Oncology.

## Schriften
- Herausgeber mit Michael Peckham, Umberto Veronesi: Oxford textbook of oncology, 2 Bände, Oxford UP 1995
- mit J. Verweij (Herausgeber): Treatment of soft tissue sarkomas, Kluwer 1989
- mit J. Verweij (Herausgeber): Targeting treatment of soft tissue sarkomas, Kluwer 2004
- mit C. Smorenburg (Herausgeber): Drugs affecting growth of tumors, Birkhäuser 2006
- mit Giuseppe Giaccone (Herausgeber): Drug resistance in the treatment of cancer, Cambridge University Press 1998